# Добротинска река
Добро̀тинска река̀ е непостоянна река в Лудогорие и Добруджа. Извира на 3 km източно от село Пчелина. Влива се в езерото Сребърна, по този начин е десен приток на река Дунав. Дължината ѝ е 92,9 km, а площта на водосборния ѝ басейн — 964 km2. Реката губи водите си в средното течение, поради варовиковият и льосов терен, през който протича. Заради временния си отток на реката няма изградени хидро-метрични станции.